# Yoko Ono (Lied)
Yoko Ono ist ein Lied der Berliner Punkrock-Band Die Ärzte. Es war die dritte Singleauskopplung aus dem Album Runter mit den Spendierhosen, Unsichtbarer!. Sie erschien am 5. März 2001 sowohl als Maxi-CD, als auch als limitierte 7″-Single in transparentem Vinyl.

## Hintergrund
Das Lied Yoko Ono hat eine Spieldauer von nur 30 Sekunden. Das 45 Sekunden lange Musikvideo wurde wegen seiner Kürze sogar in das Guinness-Buch der Rekorde aufgenommen. Von VIVA wird die Single als „Epos des Rocks“ beschrieben.
Farin Urlaub singt davon, wie jemand von seiner Freundin belogen und lächerlich gemacht wird, und stellt dabei einen Vergleich zu Yoko Ono an. Dieser Vergleich erklärt sich in der Abneigung des Beatles-Fans Farin Urlaub zu Yoko Ono: Die Witwe von John Lennon gilt bei vielen Beatles-Fans als eine der Triebfedern für den Niedergang und die Trennung der Band.

## Titelliste
1. Yoko Ono  (Farin Urlaub) – 3:06 (Do Brasil)
2. Yoko Ono (Farin Urlaub) – 0:30
3. Die Welt ist schlecht (Bela B., Farin Urlaub/Bela B.) – 3:40
4. Yoko Ono (Farin Urlaub) – 1:23 (L’Age D’Or Mix)
5. Yoko Ono (Video) (nur auf CD)